# Ryōgo Yamasaki
Ryōgo Yamasaki (jap. 山崎 凌吾 Yamasaki Ryōgo; * 20. September 1992 in der Präfektur Okayama) ist ein japanischer Fußballspieler.

## Karriere
Ryōgo Yamasaki erlernte das Fußballspielen in der Universitätsmannschaft der Universität Fukuoka in Fukuoka. Von der Universität wurde er von September 2013 bis Januar 2014 und von März 2014 bis Januar 2015 an Sagan Tosu ausgeliehen. Der Verein aus Tosu spielte in der höchsten japanischen Liga, der J1 League. Nach der Ausleihe wurde er Anfang 2015 von Tosu fest verpflichtet. 2016 wurde er an den Zweitligisten Tokushima Vortis nach Tokushima ausgeliehen. Für den Club absolvierte er 2016 vierzig Zweitligaspiele. Nach der Ausleihe kehrte er nicht zu Tosu zurück. Er wurde von Tokushima Anfang 2017 fest verpflichtet. Mitte 2018 nahm ihn der Erstligist Shonan Bellmare unter Vertrag. 2018 stand er mit dem Club aus Hiratsuka im Endspiel des J. League Cup. Im Finale besiegte man die Yokohama F. Marinos mit 1:0. 2020 nahm ihn Ligakonkurrent Nagoya Grampus aus Nagoya unter Vertrag. Am 30. Oktober 2021 stand er mit Nagoya im Finale des J. League Cup. Das Finale gegen Cerezo Osaka gewann man mit 2:0. Für Nagoya absolvierte er 51 Ligaspiele. Im Januar 2021 wechselte er ablösefrei nach Kyōto zum Erstligaaufsteiger Kyōto Sanga. Nach insgesamt 49 Ligaspielen wechselte er im Sommer 2024 zum ebenfalls in der ersten Liga spielenden Cerezo Osaka. Nach einer Spielzeit, in der er 14 Ligaspiele für den Verein aus Osaka bestritt, wechselte er in die J2 Leaguezweite Liga. Hier schloss er sich in Nagasaki dem V-Varen Nagasaki an.

## Erfolge
Shonan Bellmare
- Japanischer Ligapokalsieger: 2018

Nagoya Grampus
- Japanischer Ligapokalsieger: 2021